# Novoszpasszkojei járás

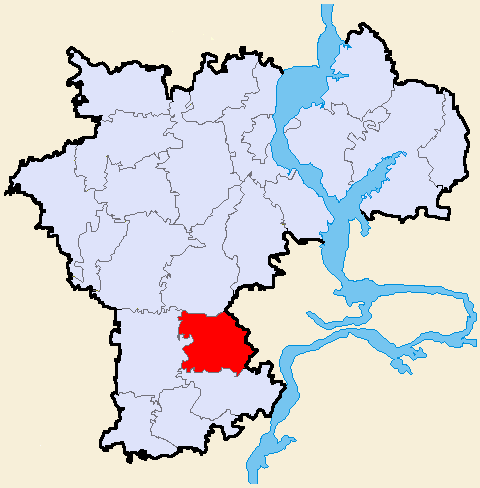
A Novoszpasszkojei járás az Uljanovszki területen

A Novoszpasszkojei járás (oroszul Новоспасский район) Oroszország egyik járása az Uljanovszki területen. Székhelye Novoszpasszkoje.

## Népesség
- 2002-ben lakosságának 83%-a orosz, 7,5%-a tatár, 3%-a mordvin, 2%-a csuvas.
- 2010-ben 22 478 lakosa volt, melynek 78,9%-a orosz, 12,4%-a tatár, 2,8%-a mordvin, 1,5%-a csuvas.